# Зернов, Николай Ефимович
Николай Ефимович Зернов (1804—1862) — русский математик, заслуженный профессор Московского университета.

## Биография
Биографический словарь А. А. Половцова указывает, что он «родился 7 (19) ноября 1804 года в Москве, где отец его <Ефим Петрович (ум. 1825)> служил в почтамте». Однако новейшие исследователи уточняют место рождения — Ярославль. Первоначальное образование получил в Ярославском уездном училище, а затем в губернской гимназии, которую окончил с отличием. В 1819 году был принят в Демидовский лицей, но через год (в связи с переездом в Москву) поступил на отделение физических и математических наук Московского университета.

В письме к одному из своих родственников (просившему у него совета, дать ли сыну позволение поступить в Академию художеств) Зернов так рассказывал о своём поступлении в университет: 
Не смею предлагать советов, но расскажу только, как поступил покойный мой батюшка. Я сделан был студентом в Ярославском Демидовском училище и оставался там год, по истечении которого приехали мы в Москву, во время вакации. Несмотря на то, что в таком случае мне естественно было не возвращаться более в Ярославль и вступить в университет, я не хотел сего, не желая расстаться с ярославскими товарищами. Покойник же не принуждал меня и согласился. Но скоро я сам стал просить его о перемещении меня в университет, по убеждению бывшего тогда профессора, а теперь моего тестя, Тимофея Ивановича Перелогова. Кроме того, покойному хотелось, чтобы я учился медицине, но при поступлении в университет он отдал выбор факультета совершенно на волю мне, 15-летнему мальчику. Я выбрал математику, в которой порядочно успел еще в гимназии. Батюшка не препятствовал сему и не ошибся: благодаря Бога, я доволен моею участию.
По окончании в 1822 году университета со степенью кандидата Зернов, по рекомендации профессора математики П. С. Щепкина, определился учителем в пансион Болдырева. В это же время ему представилась возможность занять место учителя в гимназии, но на первом же уроке оказалось, что 17-летнему учителю трудно было ладить с учениками, из которых многие были старше его. Зернов отказался от казённой службы, хотя после и жалел о том, так как через пять лет должен был принять такую же должность. В 1827 году он был удостоен степени магистра за диссертацию «Рассуждение о суточном и годовом движениях Земли» (М., 1826) В том же 1827 году Зернов поступил учителем арифметики в Московский университетский благородный пансион и оставался там до преобразования его в 1830 году. В 1832 году был назначен учителем в Александринский сиротский институт и помощником астронома-наблюдателя при Университетской обсерватории.

В 1834 году, когда профессор П. С. Щепкин подал прошение об увольнении из университета, Зернов был выбран на его место адъюнктом. В письме к одному из своих близких Зернов сообщал об этом важном в его жизни событии: 
Вот наконец жребий мой выскочил на верхушку в урне судьбы. Щепкин, профессор чистой математики, о котором я писал Вам в предыдущем письме против ожидания многих, вышел из университета. Министр, хотя и писал к нему весьма ласковое письмо, но не удерживал в прежней службе, как, по-видимому, он ожидал. За упразднением сей кафедры преподавание чистой математики поручено мне, в звании, однако, адъюнкта. Выбор происходил в университетском совете, и моё дело решено большинством 21 голоса против одного: не знаю, кто бы был сей последний. Кажется П. или… но нет, кажется П. Однако же самая кафедра чистой математики (то есть звание профессора по оной) может быть занята другим, ибо совет опять объявил конкурс. Конечно, я собираюсь в нём участвовать…
В следующем году Зернов утверждён в должности экстраординарного профессора. В 1837 году по защите диссертации: «Рассуждение об интеграции уравнений с частными дифференциалами» (М., 1837) был удостоен степени доктора философии, а в 1842 году избран и утверждён в должности ординарного профессора. В 1845 году, кроме того, назначен цензором Московского цензурного комитета.
Сконструировал перископ.
В 1861 году одним из двух профессоров Московского университета (наряду с А. О. Армфельдом) проголосовал за допуск женщин к университетскому образованию.
Служба Зернова была отмечена следующими наградами: по университету — орденами Святой Анны 3-й (1845) и 2-й (1853) степени и по Александринскому институту — золотою табакеркой (1835), брильянтовым перстнем (1837) и единовременными денежными наградами. Заслуженный профессор Московского университета (1859).
Похоронен на Дорогомиловском кладбище, там же где и его отец Ефим Петрович, жена Елизавета Тимофеевна (?—1870) и сестра, Екатерина Ефимовна Залуговская (1806—1878); при его ликвидации перезахоронен на Ваганьковском (14 уч.).
Его дети: Александра (род. 10.05.1833), Надежда (род. 12.10.1834), Вера (род. 11.09.1838), Сергей (род. 27.06.1840), София (род. 15.10.1842), Дмитрий (26.10.1843—13.03.1917), Екатерина (род. 09.06.1849).

## Сочинения
Монографии
- Рассуждение о суточном и годовом движении Земли… Архивная копия от 8 сентября 2018 на Wayback Machine — М.: Тип. П. Кузнецова, 1826. — 77 с.
- Начальные основания арифметики… Архивная копия от 8 сентября 2018 на Wayback Machine — М.: Университетск. тип., 1827. — 96 с.
- Рассуждение об интеграции уравнений с частными дифференциалами. Архивная копия от 8 сентября 2018 на Wayback Machine — М.: Университетск. тип., 1837. — 128 с.
- Дифференциальное исчисление с приложением к геометрии… — М.: Университетск. тип., 1842. — 482 с. (Удостоено Академией наук половинной Демидовской премии.)

Статьи
- «Слово об усовершенствовании зрительных труб» Ломоносова, отрывок, перев. с лат. («Магазин Ест. Ист.» 1827 г., ч. III, № 1, стр. 31)
- «О причине холода и тепла» Ломоносова, перев. с лат. (ib.)
- «О пользе физико-математических наук», из Бругамовой речи, перев. с франц. (ib., 1829 г., № 3, стр. 142)
- «Об измерении градусов меридиана, особенно в России» (ib., 1830 г., ч. II, № 4, стр. 289)
- «О пространстве Российской империи» («Учен. Зап. Московск. у—та» 1833 г., № 11)
- «Изложение постепенного хода и настоящего состояния положительных сведений и мнений о явлениях света» (речь, М., 1833 г.)
- «Разбор рассуждения Коши о решении числовых уравнений и теории исключения» («Учен. Зап. Моск. у—та» 1836 г., № 11)
- «Теория вероятностей, с приложением преимущественно к смертности и страхованию» (речь, составленная для акта 1843 г.)
- «Разбор речи профессора Спасского» («Москвитянин»)
- «Разбор правил времяисчисления, принятого православною церковью Перевощикова» (ib.)
- «О математике-слепце» (ib.)
- «Разбор 1-й части курса Франкёра» («Телеграф»)
- «Опыт Фуко» («Московск. Вед.» 1851 г., № 62, 63)
- «Снаряд для исследования моря на больших глубинах» (ib., № 58)
- «Новое средство тушить пожар» (ib. 1852 г., № 88)
- «По поводу статьи „Пожар на пароходе «Австрия»“» (ib, 1856 г., № 135).

Им же составлены в «Биографическом словаре профессоров и преподавателей императорского Московского университета» (М., 1855) ряд биографий, в числе которых: Д. С. Аничков, В. К. Аршеневский, Ф. А. Жодейко, И. А. Иде, Г. И. Мягков, М. И. Панкевич, Т. И. Перелогов, А. П. Рогов, Д. П. Тростин, И. Фёдоров, П. С.Щепкин и своя собственная.
Смерть помешала ему закончить последний труд «Главные основания высшей алгебры», несколько листов которого уже были напечатаны.

## Комментарии
1. ↑  Диссертация эта представляет краткое и элементарное изложение учения о движениях земли и сопровождается, например, следующими тезисами: «суточное движение небесного свода само по себе невероятно, Коперникова система удовлетворительна для объяснения движения планет» и т. п., то есть такими тезисами, которые, по-видимому, не представляют пищи для споров.
2. ↑  Зернов поступил в университет уже тогда, когда студенты были разделены на курсы по годам, поэтому до введения нового устава 1835 года он имел 6, а с введением — 8 лекций.